# 131 г. пр.н.е.
131 (сто тридесет и първа) година преди новата ера (пр.н.е.) е година от доюлианския (Помпилийски) римски календар.

## Събития

### В Римската република
- Консули са Публий Лициний Крас Муциан и Луций Валерий Флак. Цензори са Квинт Цецилий Метел Македоник и Квинт Помпей като за първи път в римската история и двамата са плебеи.
- Цензорите провеждат преброяване и установяват 318 823 римски граждани.[1]
- Цензорът Метел отстранява трибуна Гай Атиний Лабеон Мацерион от Сената, а за да си отмъсти Лабеон напада Марцел и се опитва да го осъди на смърт като го хвърли от Тарпейската скала, но намеренията му са осуетени от намесата на друг трибун.[2]
- Консулът Крас Муциан успява да спечели командването на войната срещу претендента Аристоник Пергамски като надделява над съперниците си Флак и дори Публий Корнелий Сципион Емилиан Африкански.[3] Метел, който също така е понтифекс максимус, става първият заемащ тази длъжност, който доброволно напуска пределите на Италия.
- Народният трибун Гай Папирий Карбон се опитва да направи възможно преизбирането на трибуни веднага след края на мандата им, но намеренията му са блокирани от консерваторите, сред които са и Сципион Емилиан и Гай Лелий.[3]
- Появява се първата форма на Acta diurna.

### В Египет
- Птолемей VIII е принуден да напусне Александрия и да търси убежище на остров Кипър.[1]

## Починали
Бележки: